# Theloderma lateriticum
Theloderma lateriticum es una especie de anfibio anuro de la familia Rhacophoridae.

## Distribución geográfica
Esta especie es endémica de la provincia de Lào Cai (21° 54′56″ N, 104° 21′ 39″E) en el noroeste de Vietnam. Se encuentra entre los 1300 y 1400 m sobre el nivel del mar.

## Publicación original
- Bain, Nguyen & Doan, 2009: A new species of the genus Theloderma Tschudi, 1838 (Anura: Rhacophoridae) from Northwestern Vietnam. Zootaxa, n.º 2191, p. 58-68.[4]